# Metátesis
Se denomina metátesis (del griego μετάθεσις, transliterado estrictamente como metáthesis, "transposición") al metaplasmo que consiste en el cambio de lugar de los sonidos dentro de la palabra, atraídos o repelidos unos por otros. Pueden ser dos los sonidos que intercambian su lugar, y entonces se suele hablar de metátesis recíproca (animalia > alimaña), o bien puede ser solo uno el sonido que cambia de puesto en el seno de la palabra, llamándose entonces el fenómeno metátesis sencilla o simple (integrare > entregar). 
Los sonidos sujetos a metátesis pueden ser contiguos, en cuyo caso se habla de metátesis en contacto, como en el cambio de 'vidua' a 'viuda', o pueden estar separados, lo que da lugar a una metátesis a distancia, tal como se observa en los ejemplos proporcionados para la metátesis recíproca.
Existen otros tipos de metaplasmo (la sustitución de un fonema por otro, por ejemplo agüela por abuela). No debe confundirse con la haplología (la supresión de una sílaba semejante a otra cercana dentro de la misma palabra, como por ejemplo "alredor" por alrededor o "competividad" por competitividad).
La metátesis es un fenómeno que contribuye al desarrollo del idioma. Sucede cuando un hablante realiza esa transposición, otro la adopta de la misma manera y se difunde inicialmente como un error. Pero en ciertas ocasiones, el uso continuado de palabras metatésicas en el lenguaje cotidiano conduce a su aceptación por parte de la Real Academia Española (RAE). 

## Ejemplos
En la evolución histórica del latín al castellano se observa el fenómeno de metátesis en los siguientes vocablos, quedando en desuso los términos intermedios:
- lat. parabŏla > esp. ant. parabla > palabra.
- animalia > alimaña
- integrare > entregar
- vidŭus/a > viudo/a
- crusta > crosta > costra
- lat. mus/murem 'ratón' + caecus 'ciego'> esp. ant. murciego > diminutivo murciégalo > murciélago
- crocodīlus > cocodrilo

Existen casos de metátesis en los que la figura literaria, tras un breve período de adopación, ha vuelto a quedar en desuso:
- praelātus > prelado > perlado > prelado

Hay otros fenómenos de metátesis en el español popular que no son admitidos en el diccionario de la RAE, que los considera incorrectos:
- cocreta por croqueta
- dentrífico por dentífrico (del latín dentis –"diente"– y fricare –"frotar"–)
- axfisia por asfixia
- neardental por neandertal
- metereología por meteorología
- vedera por vereda
- cholconeta por colchoneta
- guirrajo por guijarro

Hay algunos fenómenos de metátesis en la lengua española que se mantienen en su forma original en otras lenguas de origen latino:
- Argelia por Algeria (en francés e inglés se mantiene la raíz original: Algérie y Algeria respectivamente – del árabe: الجزائر, al-Ŷazā’ir)
- guirlanda > guirnalda (en italiano ghirlanda, en francés guirlande y en inglés garland)
- mīrāculum > esp. ant. miraclo, miraglo > milagro (en francés e inglés miracle, en italiano miracolo)
- pericŭlum > pericolo > periglo > peligro (en gallego y portugués perigo, en italiano se conserva el original pericolo)
- crocodīlus > crocodilo > cocodrilo (en francés e inglés se mantiene la raíz original croc-, así como se escribe Krokodil en alemán, krokodilo en euskera, crocodilo en gallego y portugués y крокодил en ruso, transliterado como krokodil). No obstante, en italiano tuvo históricamente lugar una metátesis como la castellana, derivando en coccodrillo.

El fenómeno también ha ocurrido en otras lenguas latinas, no solo en el español:
- mosquito (diminutivo de mosco o mosca, y esta del latín musca) > moustique (en francés)